# Platzjabbeck

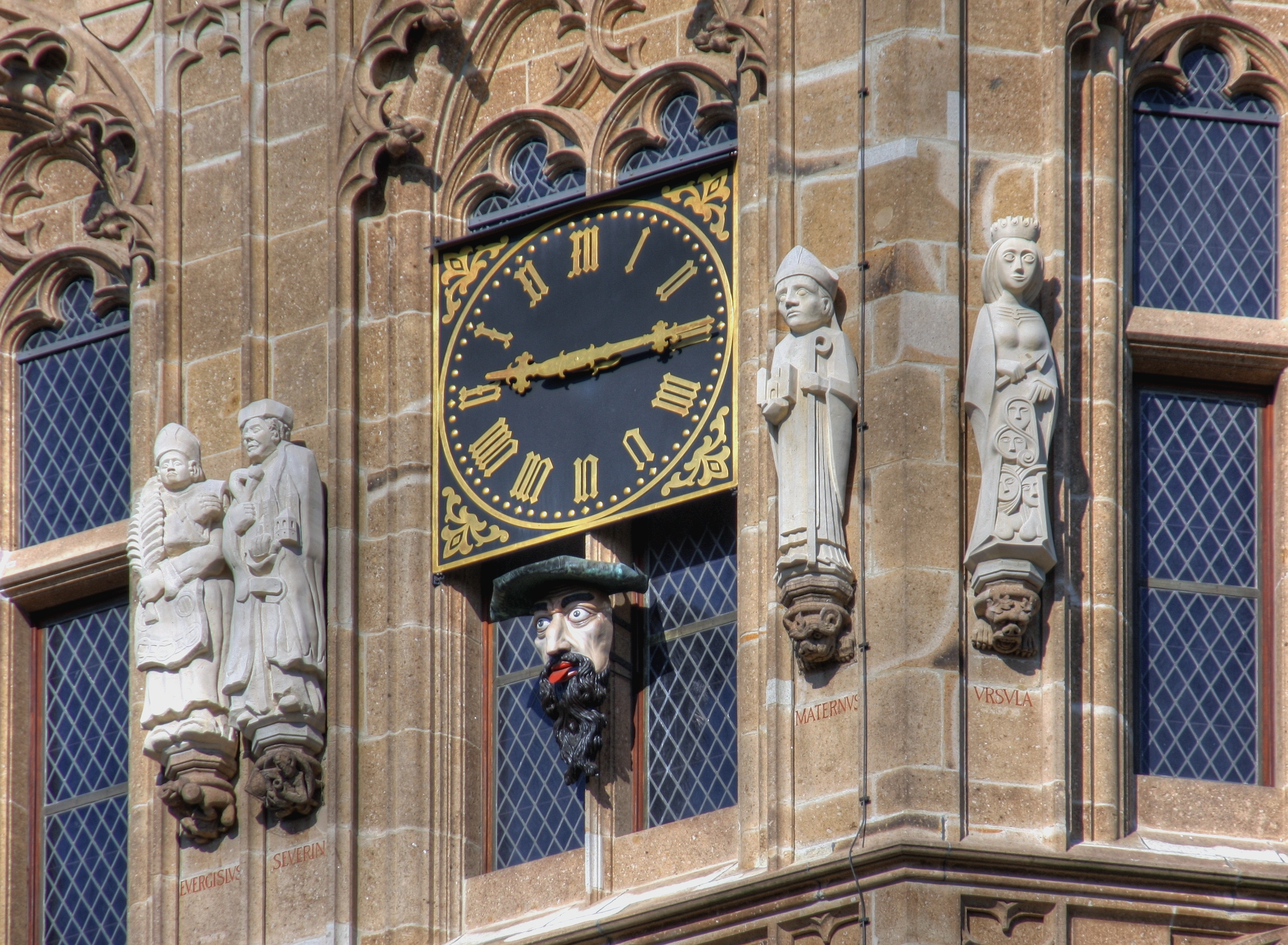
Der Platzjabbeck unterhalb der Turmuhr

Der Platzjabbeck (Betonung auf der zweiten Silbe, auch kurz Jabbeck) ist eine ursprünglich aus dem Spätmittelalter stammende Holzskulptur, die im obersten Geschoss des Kölner Rathausturms auf der zum Alter Markt zeigenden Ostseite unterhalb der Turmuhr angebracht ist. Sie stellt einen Männerkopf mit Schlapphut, aufgerissenen Augen, wildem schwarzen Bart und roter Zunge dar. Ausweislich einer erhaltenen Rechnung wurde sie 1445 auf Kosten des Kölner Rats angebracht. Die Symbolik der Figur ist mangels historischer Belege ungeklärt. Eine Deutung besagt, dass sie nach dem Übergang der Stadtregierung auf die Zünfte und Gaffeln die zuvor herrschenden Patrizier verspotten sollte. Eine mögliche Entsprechung wären die Kallendresser-Figuren am Rathausturm. Auch eine Beziehung zu den Kölner Grinköpfen ist denkbar.
Der Name ist eine Zusammensetzung aus „Platz“, dem kölschen Begriff jappe (‚gähnen‘, ‚den Mund aufreißen‘) und dem französischen bec (‚Mund‘, ‚Schnabel‘). Im Jahre 1913 wurde die Figur des Platzjabbeck beweglich gestaltet; seitdem reißt er zu jeder vollen Stunde den Mund auf und streckt die rote Zunge heraus.
Koordinaten: 50° 56′ 17,8″ N, 6° 57′ 33,9″ O